# Dayah Baroh Kunyet
Dayah Baroh Kunyet is een bestuurslaag in het regentschap Pidie van de provincie Atjeh, Indonesië. Dayah Baroh Kunyet telt 383 inwoners (volkstelling 2010).